# Feelin’ So Good (DVD)
Feelin’ So Good – pierwsze DVD amerykańskiej wokalistki Jennifer Lopez. Zostało wydane w listopadzie 2000 roku.

## Lista utworów
1. Program Start
2. Why Risk a Music Career?
3. Press Tours/Promotions
4. „If You Had My Love” (1999 VH1 Fashion Awards)
5. Beginning of the Year
6. Introduction to „If You Had My Love” Video
7. „If You Had My Love”
8. Introduction to „No Me Ames” Video
9. Madison Square Garden with Marc Anthony
10. „No Me Ames”
11. First Number One Single
12. Record Release Week
13. Introduction to „Let’s Get Loud”
14. „Let’s Get Loud” (1999 Women’s World Cup Performance)
15. Jennifer's Energy
16. „Waiting for Tonight” (1999 Billboard Music Awards Performance)
17. Introduction to „Waiting for Tonight” Video
18. Introduction to „Waiting for Tonight” Remix Video
19. „Waiting for Tonight” (Megamix Video)
20. Jennifer's Mom
21. Fan Support
22. Working on Record
23. Tina Landon
24. „If You Had My Love” (1999 Blockbuster Awards Performance)
25. Jennifer Goofing Around
26. „Baila”
27. Film Energy vs. Music Energy
28. Introduction to „Feelin’ So Good”
29. „Feelin’ So Good” (featuring Big Pun and Fat Joe)
30. End Credits

### Bonusy
1. „If You Had My Love” - Music Video
2. „If You Had My Love” (Darkchild Remix) – Music Video
3. „No Me Ames” - Music Video
4. „Waiting for Tonight” - Music Video
5. „Waiting for Tonight” (Spanish Version „Una Noche Mas”) – Music Video
6. „Waiting for Tonight” (Hex Hector Remix) – Music Video
7. „Waiting for Tonight” (Megamix) – Music Video
8. „Feelin’ So Good” - Music Video
9. „Baila” - Music Video
10. On the 6 - EPK
11. Interactive Biography
12. Photogallery
13. Behind the Scenes (Photoshoots)